# Katia Zhukova
Katia Zhukova (Málaga, 5 de noviembre de 1997) es una jugadora de balonmano rusa que juega de pivote en el Conservas ORBE Zendal Porriño. 

## Trayectoria
El primer deporte que eligió Katia fue el baloncesto, aunque a temprana edad se cambió para practicar el balonmano, deporte que se jugaba en casa (es hija del mítico jugador del Puleva Maristas, Teka Cantabria, Altea o Torrevieja Mikhail Zhukov y hermana del jugador Dani Zhukov). 
Sólo pasó los primeros años de su vida en Málaga, y nunca ha residido en Rusia. Sus primeros pasos como jugadora fue con el Club Esportiu Villa Blanca de Altea. En el 2013 se proclamó, con el equipo autonómico cadete de la Comunidad Valenciana campeona de España al imponerse a la selección autonómica de Castilla y León.
Siempre a la sombra de unas pivotes excepcionales, fue la salida de Anna Vicente de Elche la que permitió a Katia, compartiendo en principio la línea de 6 metros con Carmen Ocáriz, hacerse con el puesto de pivote en el por entonces Elche Mustang.
En 2017 se lesionó de gravedad pero renovó para seguir jugando con el club ilicitano, ya que era una pieza clave en el conjunto de Rocamora.
La temporada 2020-2021 fue la temporada más laureada del club ilicitano y, por tanto, de Katia Zhukova ya que ganó la Copa de SM La Reina y las Supercopa de España. Al año siguiente fue subcampeona. También fue parte del equipo ilicitano que se alzó con la Copa Europea de la EHF. En la temporada 2024/25 se mudó a Galicia para jugar con el Balonmano Porriño.

### Clubes
- 2013–14: Mar Alicante
- 2014– 2024: Balonmano Elche
- 2024 - : Balonmano Porriño

#### Datos(a fecha de julio de 2023):[10]
|          | Liga | Copa | EHF |
| -------- | ---- | ---- | --- |
| Partidos | 162  | 15   | 16  |
| Goles    | 164  | 20   | 7   |

## Palmarés

### Clubes
- 1 x Copa de SM la Reina (2021)
- 1 x Supercopa de España (2021)
- 1 x Copa Europea de la EHF (2023/24)

## Vida
El posible potencial de la pivote hizo que la Federación Española intentara que jugara en categorías inferiores con las Guerreras pero los problemas burocráticos lo hacen muy complicado. La jugadora es rusa, lleva toda su vida en España, nunca ha jugado en Rusia pero no puede formar parte de la selección española.
Sus referentes en el deporte son su padre y Heidi Loke, pivote internacional noruega.